# Ван Цзэпу, Франциск Ксаверий
Франциск Ксаверий Ван Цзэпу (3.11.1872 г., Китай — 1959 г., Вансянь, Китай) — католический прелат, первый епископ Вансяня с 11 апреля 1946 года по 3 июля 1947 год.

## Биография
23 января 1909 года Франциск был рукоположён в священника.
16 декабря 1929 года Римский папа Пий XI назначил его апостольским викарием апостольского викариата Вансяня и титулярным епископом Синды. 24 февраля 1930 года состоялось рукоположение Франциска Ксаверия Вана Цзэпу в епископа, которое совершил кардинал Чельсо Бениньо Луиджи Константини в сослужении с апостольским викарием апостольского викариата Чунцина епископом Луи-Габриэлем-Ксавьером Янценом и апостольским викарием апостольского викариата Суйфу Жаном-Пьером-Мари Файолем.
11 апреля 1946 года апостольский викариат Вансяня был преобразован в епархию и Франциск Ксаверий Ван Цзэпу стал первым епископом епархии Вансяня.
3 июля 1947 года вышел на пенсию и Римский папа Пий XII назначил его титулярным епископом Мактариса.
Скончался в 1959 году в Вансяне.